# Pygopleurus vulpes
Pygopleurus vulpes är en skalbaggsart som beskrevs av Johan Christian Fabricius 1792. Pygopleurus vulpes ingår i släktet Pygopleurus och familjen Glaphyridae. Inga underarter finns listade i Catalogue of Life.